# Ноймарк (Саксонія)
Ноймарк (нім. Neumark) — громада в Німеччині, розташована в землі Саксонія. Входить до складу району Фогтланд.
Площа — 17,35 км2. Населення становить 2971 ос. (станом на 31 грудня 2020).